# Districtes del Cantó del Jura

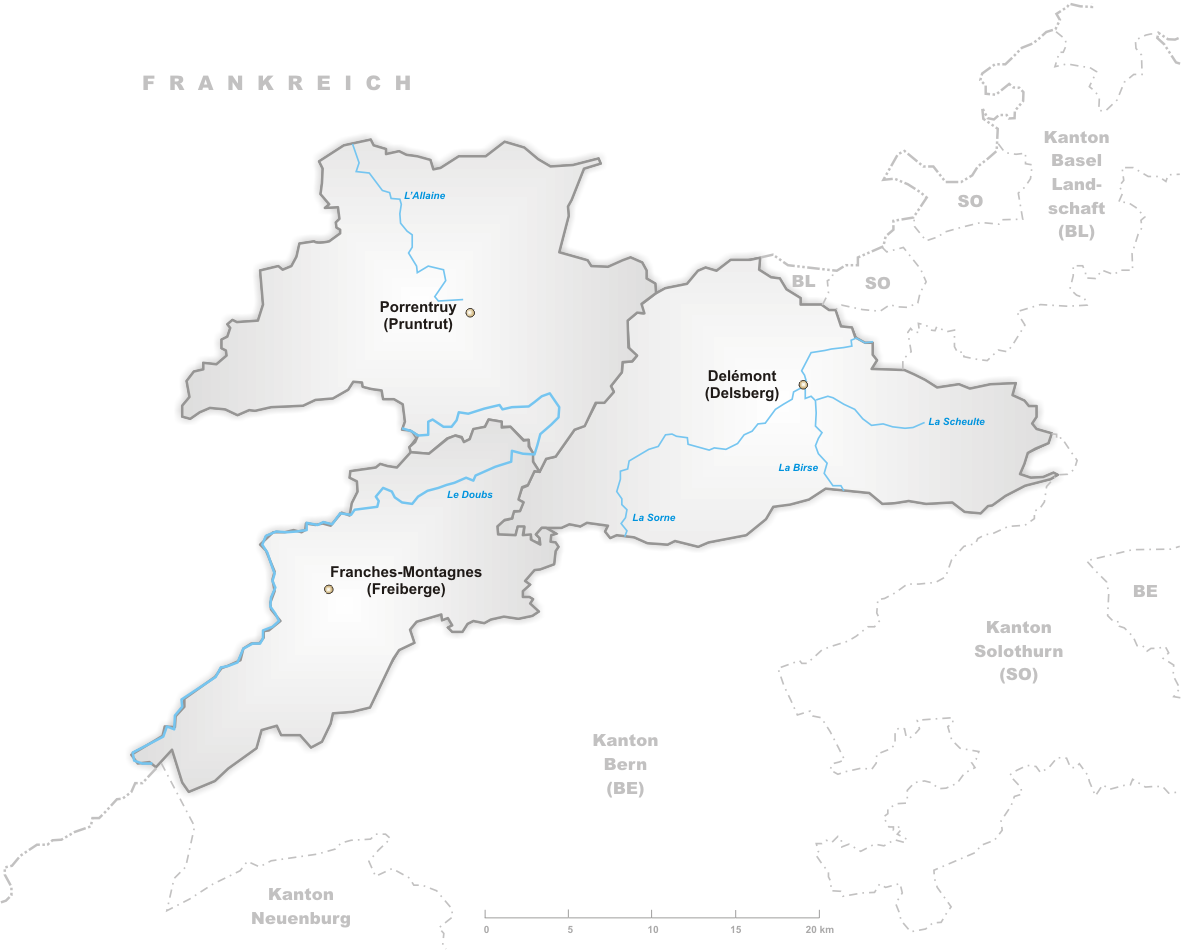
Districtes del Cantó del Jura

Escut del Jura

Els Districtes del Cantó del Jura (Suïssa) són tres i tots tenen el francès com a llengua oficial:
- Districte de Delémont, amb 303 km² i 34.500 habitants, i capital a Delémont.
- Districte de Franches-Montagnes, amb 218 km² i 9.800 habitants, amb capital a Saignelégier
- Districte de Porrentruy, amb 317 km² i 24.000 habitants, i capital a Porrentruy.